# SMS Triglav (1913)
SMS Triglav – austro-węgierski niszczyciel z początku XX wieku. Szósta jednostka typu Tátra. 29 grudnia 1915 roku „Triglav” razem z bliźniaczym SMS „Lika” wszedł w pobliżu Durrës na pole minowe. Oba okręty poderwały się na minach i zatonęły (ciężko uszkodzony „Triglav” został dobity przez francuski niszczyciel „Casque”). W 1917 roku w służbie zastąpił go kolejny niszczyciel tego samego typu, również noszący nazwę SMS „Triglav”.
„Triglav” wyposażony był w cztery kotły parowe opalane ropą i dwa – węglem. Współpracowały one z dwoma turbinami parowymi AEG-Curtis. Okręt uzbrojony był w dwie pojedyncze armaty kalibru 100 mm L/50 (po jednej na dziobie i rufie), sześć pojedynczych armat 66 mm L/45 (po trzy na każdej burcie), oraz dwie podwójne wyrzutnie torped kalibru 450 mm.